# Henri Pigozzi

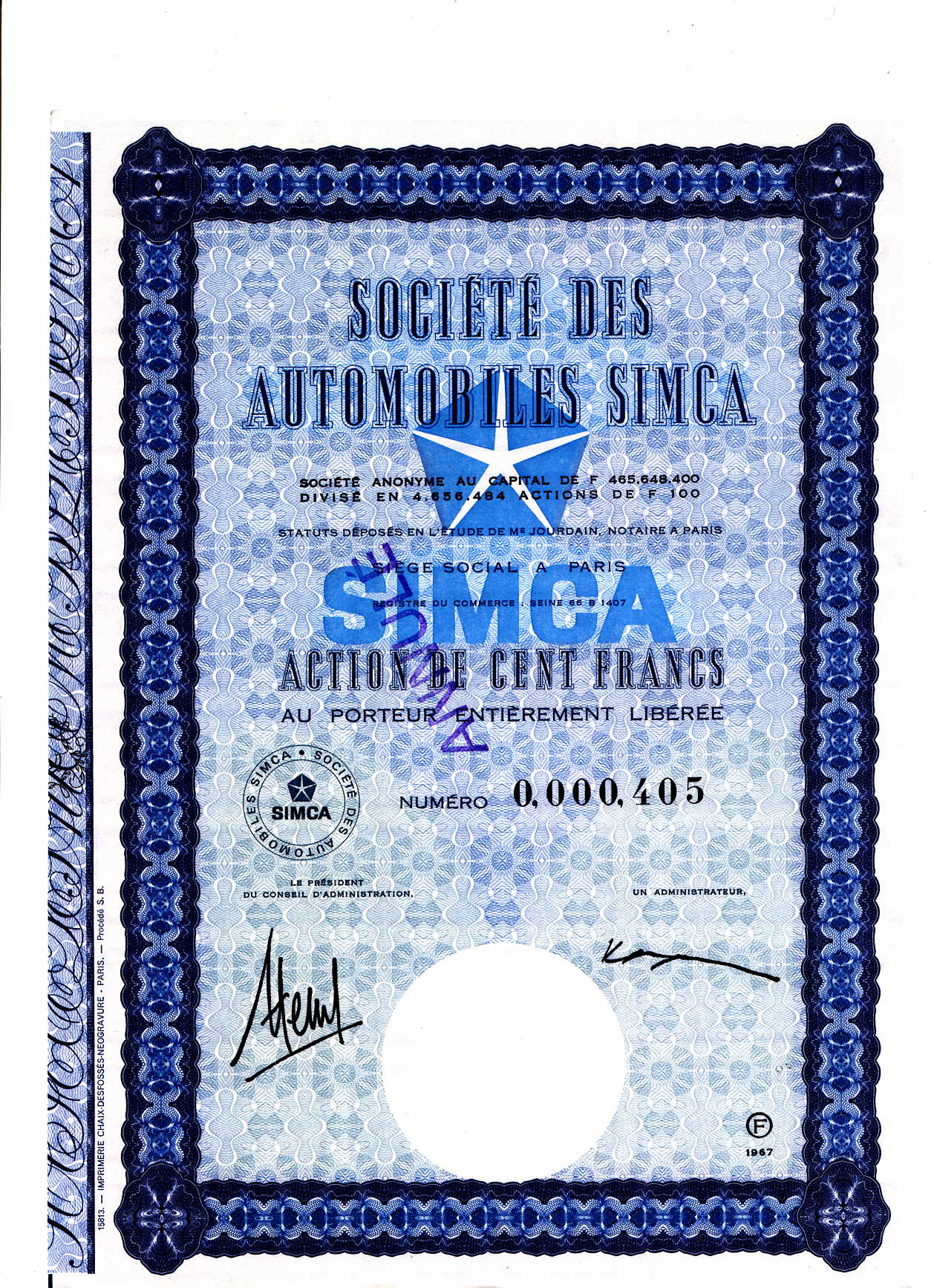
Ación de SIMCA con el emblema de Chrysler

Henri Théodore Pigozzi (llamado Enrico Teodoro Pigozzi antes de naturalizarse francés) (Turín, 26 de junio de 1898 – Neuilly-sur-Seine, 18 de noviembre de 1964) fue un comerciante e industrial italo-francés, fundador de la empresa fabricante de automóviles SIMCA (Société Industrielle de Mécanique et de Carrosserie Automobile).

## Semblanza
En 1912 su padre desapareció, dejando a Pigozzi a la edad de 14 años a cargo de su madre, su hermana, y de un pequeño negocio de transporte.
En 1918, después de la Primera Guerra Mundial, adquirió los derechos de distribución de motocicletas británicas y de EE. UU. en la región del Piamonte, vendiendo máquinas sobrantes de las existencias militares de los ejércitos aliados. 
Entre 1920 y 1922 trabajó para una firma importadora de carbón del Sarre. En 1924 inició su propio negocio, importando chatarra de acero desde Francia para los hornos de acero piamonteses. Su principal cliente en la región era Fiat, y en 1922 Pigozzi fue presentado a Giovanni Agnelli, el dueño de la fábrica de coches italiana. Agnelli estaba particularmente interesado en Pigozzi porque en aquella época buscaba un representante comercial general para Francia.  Pigozzi ya estaba familiarizado con la escena industrial francesa, y en 1926, con tan solo 28 años, fue nombrado Representante General de Fiat en Francia.
Ese mismo año, estableció una nueva compañía distribuidora denominada SAFAF (Société Anonyme Français des Automobiles FIAT) en Suresnes (cerca de París) para primero importar y más tarde ensamblar coches italianos Fiat. De 1928 a 1934, ensambló y vendió aproximadamente 30.000 vehículos FIAT en su calidad de director general de SAFAF.
Pigozzi compró las instalaciones en Nanterre de la desaparecida compañía de fabricación automovilística Donnet-Zédel, donde estableció el 2 de noviembre de 1934 la Société Industrielle de Mécanique et de Carrosserie Automobile conocida como Simca. 
Gestionó Simca durante casi tres décadas, como director general entre 1935 y 1954, y como Presidente-Director General entre 1954 y 1963, protagonizando la época de mayor expansión de la empresa. Chrysler se hizo titular en 1958 de una participación minoritaria comprando el 15% que poseía Ford, que aumentó cinco años después hasta el 64%.
El 31 de mayo de 1963, con Chrysler controlando la compañía, Pigozzi fue forzado a dimitir de la presidencia de Simca.  Murió repentinamente el 18 de noviembre de 1964 en Neuilly-sur-Seine, un barrio de París. Tenía 66 años de edad cuando un ataque al corazón acabó con su vida, dieciocho meses después de haber sido cesado.